# Сисопхон
Сисопхо́н (кхмер. សិរីសោឞ) — місто в північно-західній частині Камбоджі. Адміністративний центр провінції Бантеаймеантьєй.

## Географія
Абсолютна висота — 15 метрів над рівнем моря. Лежить на північному заході заплави озера Тонлесап.

### Клімат
Місто знаходиться у зоні, котра характеризується кліматом тропічних саван. Найтепліший місяць — квітень із середньою температурою 30.3 °C (86.5 °F). Найхолодніший місяць — грудень, із середньою температурою 25 °С (77 °F).
| Клімат Сисопхона        | Клімат Сисопхона | Клімат Сисопхона | Клімат Сисопхона | Клімат Сисопхона | Клімат Сисопхона | Клімат Сисопхона | Клімат Сисопхона | Клімат Сисопхона | Клімат Сисопхона | Клімат Сисопхона | Клімат Сисопхона | Клімат Сисопхона | Клімат Сисопхона |
| Показник                | Січ.             | Лют.             | Бер.             | Квіт.            | Трав.            | Черв.            | Лип.             | Серп.            | Вер.             | Жовт.            | Лист.            | Груд.            | Рік              |
| Середня температура, °C | 25,3             | 27,8             | 29,6             | 30,3             | 29,7             | 28,9             | 28,4             | 28,1             | 28               | 27,4             | 26,3             | 25               | 27,9             |
| Норма опадів, мм        | 5.9              | 18.2             | 44.6             | 88.7             | 169.4            | 164.6            | 173.7            | 186.6            | 262.2            | 199.2            | 58.4             | 8.8              | 1380.3           |
| Днів з опадами          | 1                | 2,5              | 4,6              | 8                | 15,4             | 15,8             | 17,9             | 18,7             | 18,3             | 14,9             | 6,1              | 1,7              | 124,9            |
| Вологість повітря, %    | 67.4             | 66.9             | 67               | 70.8             | 78.4             | 80               | 82.2             | 82.6             | 83.2             | 81.4             | 77.4             | 75.2             | 76               |
| ----------------------- | ---------------- | ---------------- | ---------------- | ---------------- | ---------------- | ---------------- | ---------------- | ---------------- | ---------------- | ---------------- | ---------------- | ---------------- | ---------------- |
| Джерело: Weatherbase    |                  |                  |                  |                  |                  |                  |                  |                  |                  |                  |                  |                  |                  |

## Населення
За даними на 2013 рік чисельність населення становить 192 492 особи.

## Транспорт
Через Сисопхон проходять національні шосе №5 і №6.

## Пам'ятки
За 40 хвилин їзди від Сисопхона на північ знаходяться руїни храму Бантеай Чхма (кхмер. បន្ទាយឆ្មារ — bɑntiej cʰmaː), побудованого в XII—XIII ст.